# Catharina Cederberg
Brita Karin (Catharina) Cederberg sedan Almlöf, född 16 september 1794 i Svea artilleriregementes församling, Stockholms stad, död 20 juni 1838 i Hovförsamlingen, Stockholms stad, var en svensk skådespelare och operasångerska (sopran).  

## Biografi
Cederberg var först engagerad hos Johan Anton Lindqvist vid Segerlindska teatern i Göteborg, och 1817–1818 vid Djurgårdsteatern i Stockholm.  Därefter anställdes hon på Dramaten, där hon var verksam till sin död.  Hon arbetade också vid Operan, där hon bland annat gjorde Papagena i Trollflöjten. Papagena och Cherubin beskrivs som hennes mest minnesvärda roller. 
Nils Personne sade om Karin Cederberg: 
”Hon var en mycket behaglig företeelse på scenen och förtjuste åskådarna som Papagena och Cherubin.”
Hon gifte sig 1812 med skådespelaren Jean Baptiste Laurent, från vilken hon skilde sig 1817. Hon gifte sig med Nils Almlöf 1823, och tillsammans med honom fick hon sonen Knut Almlöf. Systern Kristina Margareta Cederberg var gift med Isaac de Broen.